# MFK Vítkovice
MFK Vítkovice is een Tsjechische voetbalclub uit Vítkovice, een wijk van Ostrava.

## Geschiedenis
De club is in 2012 ontstaan uit een fusie tussen de clubs FC Vítkovice 1919 en Fotbal Poruba 2011. De fusie betreft alleen de mannenafdeling van de clubs, de vrouwen- en jeugdafdeling blijven onder de naam Vítkovice 1919 bestaan. MFK Vítkovice speelt in het seizoen 2016/17 op het op een na hoogste niveau in Tsjechië, de Fotbalová národní liga.
Op 25 juli 2011 werd bij het Tsjechische ministerie van Binnenlande zaken vereniging FC Vítkovice 1919 geregistreerd. De nieuwe vereniging omvatte de jeugd- en vrouwenafdeling van de failliete club FC Vítkovice. Door de nieuwe vereniging werd een nieuw A-team gecreëerd, die op het laagste niveau van het Tsjechisch voetbal instroomde. Dit team werd na de fusie met Fotbal Poruba het B-team van het nieuwe MFK Vítkocice.